# فرناندا ليما
فرناندا ليما (بالبرتغالية: Fernanda Lima‏) (المولودة 25 يونيو 1977) هي ممثلة وعارضة أزياء وسيدة أعمال وصحفية ومقدمة تلفزيونية برازيلية. اشتهرت ليما بتقدميها لعدة عروض على قنوات مشهورة مثل «إم تي في البرازيل» (بالإنجليزية: MTV Brasil) و«ريدي تيفي» (بالإنجليزية: RedeTV!) و‌قناة غلوبو.

## التلفزيون

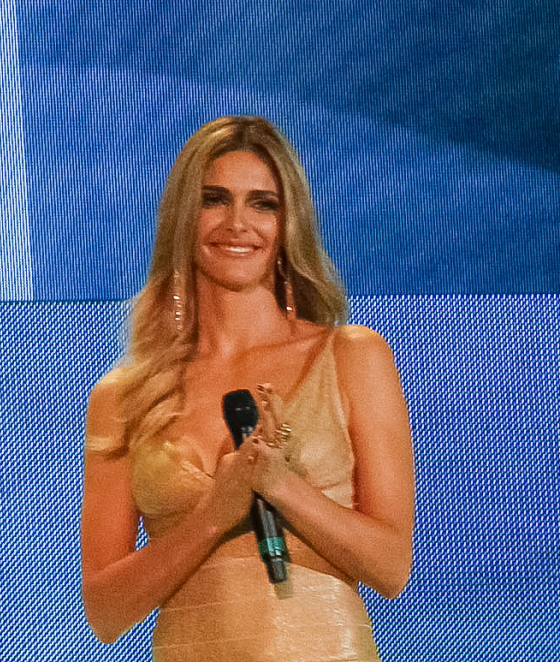
ليما عند سحب قرعة كأس العالم لكرة القدم 2014

## وصلات خارجية
- فرناندا ليما على موقع IMDb (الإنجليزية)
- فرناندا ليما على موقع أول موفي (الإنجليزية)
- فرناندا ليما على موقع قاعدة بيانات الفيلم (الإنجليزية)
- فرناندا ليما على موقع دليل عارضات الأزياء (الإنجليزية)

- الموقع الرسمي